# Sunkieły
Sunkieły (lit. Sankeliai) – wieś na Litwie, w okręgu wileńskim, w rejonie wileńskim, w gminie Mickuny. 
Sunkieły położone są wewnątrz dużego kompleksu leśnego, w pobliżu linii kolejowej Nowa Wilejka – Turmont (dawnej Kolei Warszawsko-Petersburskiej).

## Historia
W XIX i w początkach XX w. zaścianek rządowy położony w Rosji, w guberni wileńskiej, w powiecie wileńskim. Po I wojnie światowej pod administracją polską, w Zarządzie Cywilnym Ziem Wschodnich. W latach 1920–1922 w składzie Litwy Środkowej.
Od 11 kwietnia 1922 leżały w Polsce, w województwie wileńskim, w powiecie wileńsko-trockim, w gminie Mickuny. W 1931 miejscowość liczyła 36 mieszkańców, zamieszkałych w 8 budynkach.
Po II wojnie światowej w granicach Związku Sowieckiego. Od 1991 na niepodległej Litwie.